# Der Jahrmarkt von Sorotschinzy
Der Jahrmarkt von Sorotschinzy ist der Titel einer Komischen Oper in zwei bzw. drei Akten von Modest Mussorgski nach der Erzählung Der Sorotschinsker Jahrmarkt aus dem ersten Teil von Nikolai Gogols Sammlung Abende auf dem Weiler bei Dikanka. Mussorgski komponierte die Oper zwischen 1874 und 1881, vollendete sie jedoch nicht. Die szenische Uraufführung mit Klavierbegleitung fand am 30. Dezember 1911 im Komödientheater in Sankt Petersburg statt. Nach seinem Tod gab es mehrere Versuche, die Oper zu vervollständigen.

## Handlung
Die Oper spielt Mitte des  19. Jahrhunderts an einem heißen Tag im ukrainischen Dorf Sorotschinzy.

### Erster Akt
Jahrmarkt in Sorotschinzy
Auf dem belebten Jahrmarkt herrscht turbulentes Treiben der Verkäufer, Zigeuner, Juden und Besucher. Der Bauernbursche Grizko erscheint mit seinen Freunden. Er trifft auf die junge Parasja, die zusammen mit ihrem Vater Tscherewik gekommen ist. Tscherewik hofft, Weizen und seine Stute verkaufen zu können. Parasja wünscht sich bunte Bänder für ihr Haar. Ein Zigeuner warnt das Volk vor dem teuflischen „roten Kittel“ und Schweinerüsseln, die abends aus einem Schuppen hervorkriechen. Grizko verliebt sich unterdessen in die schöne Parasja. Tscherewik tritt dazwischen, gibt seine Einwände aber schnell auf, als er feststellt, dass Grizko der Sohn seines Freundes ist und Parasja heiraten möchte. Zusammen gehen sie ins Wirtshaus, um zu feiern.
Am späten Abend verlässt Tscherewik mit einem Saufkumpan, seinem „Gevatter“, betrunken das Wirtshaus („Dudu, rududu, rududu“). Er trifft auf seine Frau Chiwrja und erzählt ihr von dem zukünftigen Schwiegersohn. Doch Chiwrja ist alles andere als begeistert, denn Grizko hatte sie erst kurz zuvor beleidigt und mit Dreck beworfen. Sie beschimpft ihren Mann und möchte auf keinen Fall einen solchen Taugenichts in die Familie aufnehmen. Tief enttäuscht singt Grizko, der den Streit mitangehört hat, ein trauriges Lied (Lied und Dumka „Mein Herz, mein armes Herz, was jammerst und stöhnst du?“). Ein Zigeuner verspricht ihm seine Hilfe, wenn er  Grizkos Ochsen für zwanzig Rubel erhält. Grizko bietet sie ihm für fünfzehn an, falls der Zigeuner wirklich Wort halten sollte. Nachdem der Zigeuner ihm fünf Rubel Anzahlung gegeben hat, die Grizko nicht zurückzuzahlen braucht, falls sein Vorhaben scheitern sollte, schlägt Grizko ein.
[Zweiaktige Fassung von Nikolai Tscherepnin:] Im Dunkeln träumen Parasja und Grizko von ihrem zukünftigen Glück und versprechen sich die Treue.

### Zweiter Akt
Hütte des Gevatters
Nachdem er seinen Rausch ausgeschlafen hat, erwacht Tscherewik im Haus des Gevatters, bei dem er während des Jahrmarkts mit seiner Familie wohnt. Chiwrja bereitet Essen vor – jedoch nicht für ihren Mann, sondern für ihren Liebhaber Afanassi, den Sohn des Popen, mit dem sie dort ein Stelldichein vereinbart hat. Chiwrja und Tscherewik streiten eine Weile, bis Chiwrja ihn hinauswirft, um den Wagen zu bewachen. Während sie ungeduldig auf ihren Geliebten wartet, werkelt sie weiter in der Küche, lamentiert über ihren nichtsnutzigen Mann und singt zum Zeitvertreib ein Lied („Bis ich Brudeus fand“). Endlich kommt Afanassi – er war vor dem Haus in die Nesseln gefallen. Chiwrja überhäuft ihn mit ihren Köstlichkeiten. Doch als sie sich näher kommen, kehrt Tscherewik mit dem Gevatter und vielen Gästen zurück, und Chiwrja muss ihren Geliebten verstecken.
Aus Furcht vor dem berüchtigten roten Kittel flüchten sich die Gäste in ein Saufgelage (Kosakenlied: „Du, du, rududu“). Ihre Angst erreicht einen Höhepunkt, als ein Gegenstand aus dem Versteck Afanassis fällt. Zu ihrem Entsetzen lädt Tscherewik den Kittel übermütig ins Haus ein. Darauf erzählt der Gevatter die ganze Geschichte: Einst sei ein Teufel aus der Hölle gejagt worden. Er habe aus Kummer in der Schenke dieses Orts seinen gesamten Besitz vertrunken und dem Wirt schließlich noch seinen roten Kittel verpfändet – unter der Bedingung, dass dieser ihn ein Jahr aufbewahren sollte, bis er ihn wieder einlösen werde. Der Wirt habe den Kittel jedoch an einen Reisenden verkauft. Als der Teufel später in Gestalt eines alten Mannes zurückgekehrt sei und den Kittel verlangt habe, habe der Wirt jede Kenntnis darüber geleugnet. Der Alte sei fortgegangen, doch am Abend seien in jedem Fenster Schweinerüssel erschienen. In diesem Moment erschrecken die Gäste erneut wegen eines Geräuschs aus Afanassis Versteck. Der Gevatter erzählt weiter, dass die Schweine in die Stube eingedrungen seien und den Wirt verprügelt hätten, bis er seine Schuld eingestanden habe. Seitdem suche der Teufel jedes Jahr auf dem Markt von Sorotschinzy nach seinem Kittel.
Nachdem der Gevatter seine Erzählung beendet hat, schlägt das Fenster auf und ein Schweinerüssel schaut herein – der Schachzug des Zigeuners. Panik entsteht unter den Gästen. Tscherewik ergreift anstelle seiner Kappe einen Tontopf und stülpt ihn sich über den Kopf. Afanassi fällt in einen Unterrock Chiwrjas gehüllt aus seinem Versteck und wird für den Teufel gehalten. Alle fliehen.
[Zweiaktige Fassung von Tscherepnin:] Der Zigeuner tritt mit Grizko und einigen jungen Leuten ein und zieht Afanassi den Umhang herunter. Chiwrjas Untreue ist aufgedeckt. Es bleibt ihr nichts anderes übrig, als in die Hochzeit ihrer Stieftochter mit Grizko einzuwilligen.

### Dritter Akt (Fassung von Lamm/Schebalin)
Erstes Bild. Straße in Sorotschinzy
In ihrer Panik laufen der Gevatter und Tscherewik, dessen Kopf noch immer im Topf steckt, umher, stoßen zusammen und halten sich gegenseitig für den Teufel. Der Zigeuner tritt mit einigen jungen Leuten ein und bezichtigt die beiden, Tscherewiks Stute gestohlen zu haben. Grizko überredet die anderen, die beiden freizulassen, sofern Tscherewik in seine Hochzeit mit Parasja einwilligt. So geschieht es. Tscherewik lässt die Einwände seiner Frau nicht mehr gelten. Grizko verkauft dem Zigeuner wie vereinbart seine Ochsen. Alle gehen nach Hause.
Grizko legt sich unter einem Baum schlafen. In der „Traumvision des Bauernburschen“ stellt der Chor einen Hexensabbat dar, über den Tschernobog, der altslawische „schwarze Gott“ oder Oberteufel, wacht. Erst der Klang der Morgenglocken und Kirchengesang macht dem Treiben ein Ende. Die Hexen und Dämonen fliehen. Grizko wacht verwundert auf.
Zweites Bild. Straße vor der Hütte des Gevatters
Parasja kommt aus der Hütte. Sie sehnt sich nach ihrem Geliebten, vertreibt dann aber ihre schwermütigen Gedanken, singt ein fröhliches Lied und tanzt einen Hopak, in den auch ihr Vater einstimmt („Parasjas Dumka“). Grizko und der Gevatter erscheinen mit einer Gruppe von jungen Leuten. Tscherewik gibt dem Paar seinen Segen, doch erneut widerspricht Chiwrja energisch. Der Zigeuner und einige Bauernburschen greifen ein und führen sie fort. Die Oper endet mit einem fröhlichen Hochzeitstanz (Hopak) der jungen Leute.

## Gestaltung

### Orchester
Die Orchesterbesetzung der Oper enthält die folgenden Instrumente::302–303
Fassung von Anatoli Ljadow
- Holzbläser: Piccoloflöte, zwei Flöten, zwei Oboen, zwei Klarinetten, zwei Fagotte
- Blechbläser: vier Hörner, zwei Trompeten, drei Posaunen, Tuba
- Pauken, Schlagzeug
- Streicher

Fassung von Nikolai Tscherepnin
- Holzbläser: drei Flöten (3. auch Piccolo), zwei Oboen, Englischhorn, zwei Klarinetten, zwei Fagotte
- Blechbläser: vier Hörner, drei Trompeten, drei Posaunen, Tuba
- Pauken, Schlagzeug
- Harfe
- Klavier
- Streicher

Fassung von Wissarion Schebalin und Pawel Lamm
- Holzbläser: drei Flöten (3. auch Piccolo), zwei Oboen, zwei Klarinetten, zwei Fagotte
- Blechbläser: vier Hörner, zwei Kornette, zwei Trompeten, drei Posaunen, Tuba
- Pauken, Schlagzeug: kleine Trommel, große Trommel, Becken, Triangel, Tamburin, Tamtam
- Harfe
- Klavier
- Streicher

### Szenarium
Im Nachlass Mussorgskis fand sich ein Szenarium der Oper, das er am 19. Mai 1877 in der Wohnung des Sängerehepaares A. J. und O. A. Petrow in Petersburg verfasst hatte:

„Orchestervorspiel: Ein heißer Tag in Kleinrussland.

I. Akt.
1. Jahrmarkt (Chor)
2. Auftritt des Burschen mit den Freunden (Anspielung auf Parasja und Chiwrja)
3. Tschumak mit Parasja (Individualitäten — Weizen — Glasperlen)
4. Chorszene der Händler mit dem Roten Kittel — daraus entwickelt sich die Szene der vier: Gevatter und Tschumak, Parasja und der Bursche.
5. Nachdem er ein wenig abgewartet hat, mischt sich Tschewrin in die Angelegenheit zwischen Parasja und dem Burschen. Rezitativische Szene, in der sich der Bursche und Tschiwrin anerkennen — (Schankwirtschaft). NB. Der Zigeuner ist auf der anderen Seite Zeuge der Szene.
6. Auftritt Chiwrjas — Szene mit Tschiwrik (der Bursche ist Zeuge der Szene), Chiwrja führt ihren Mann fort.
7. Der Bursche in Kummer. Erscheinung des Zigeuners (Vorbehalt der freien Entscheidung Parasjas)
8. Hopatschok

II. Akt. NB Intermezzo Hütte des Gevatters
1. Tscherewik schläft. Chiwrja weckt ihn. (Gespräch über die Wirtschaft, das aber mehr den Zweck verfolgt, den Mann loszuwerden)
2. Rezitativ Chiwrjas — Kochen — Afanassi Iwanowitsch erscheint. — Duettino.
3. Heimkehr aller vom Jahrmarkt. Erzählung vom Roten Kittel. Grand scène comique.

III. Akt.
1. Nacht. Tumult (mit Präludium, vielleicht der Zigeuner) nach der Flucht vor dem Roten Kittel. Der Gevatter und Tscherewik fallen in Ohnmacht — Geschrei über den Diebstahl des Pferdes und des Ochsen. Arrest der beiden. Komisches Gespräch der Arrestanten. Der Bursche rettet sie.
2. Dumka des Burschen.
3. Es wird ein wenig hell. Parasja kommt in den Vorgarten. Dumka. Gedanken über Chiwrja — Unabhängigkeit — feierlich — tänzelnd.
4. Tscherewik und Parasja — Tanz
5. Der Gevatter und der Bursche kommen mit Gelächter — Verlobung feiern. (Gerede über die Habgier der Chiwrja)
6. Finale.“

Wie sich Mussorgski die Traumszene vorstellte, ist in einem Brief aus dem Jahr 1880 dokumentiert:

„Der Bursche schläft am Fuße eines Hügels, weit entfernt von den Hütten, wohin es ihn verschlagen hat. Im Traum erscheinen ihm:
1. Unterirdisches nichtmenschliches Stimmengewirr, gesprochene nichtmenschliche Worte
2. Das unterirdische Reich der Finsternis tritt in seine Rechte ein — macht sich über den schlafenden Burschen lustig.
3. Vorzeichen der Erscheinung des Tschernobog und des Satans
4. Der Bursche wird von Geistern der Finsternis in Ruhe gelassen. Erscheinung Tschernobogs
5. Huldigung Tschernobogs und Schwarze Messe
6. Sabbath
7. In den entfesselten Sabbath hinein ertönt die Glocke der bäuerlichen Kirche. Tschernobog verschwindet augenblicklich.
8. Qualen der Teufel
9. Stimmen des Klerus
10. Verschwinden der Teufel und Erwachen des Burschen“

### Musik
Seinen Jahrmarkt von Sorotschinzy bezeichnete der Komponist selbst als „Komische Oper“. Er erläuterte diesen Begriff folgendermaßen:

„Bei Gogol besteht das Komische doch gerade darin, dass die für unser Empfinden nichtigen Interessen der Fuhrleute und Dorfkrämer in aller offenherzigen Wahrheit geschildert werden. Der Jahrmarkt von Sorotschintzij ist keine Buffonade, sondern eine richtige komische Oper auf dem Boden der russischen Musik.“

Er wollte die bäuerlichen Figuren also nicht lächerlich machen, sondern möglichst realistisch darstellen. Als einziger Buffo-Charakter fungiert der Popensohn Afanassi, dessen leibliche Bedürfnisse musikalisch durch kirchenmusikalische Elemente konterkariert werden.
Mussorgski teilte Golenischtschew-Kutusow auch seine dramaturgischen Vorstellungen mit:

„Was Du in der Redeweise der handelnden Personen bei Gogol liest, müssen meine handelnden Personen uns von der Bühne in musikalischer Sprache, ohne Änderung gegenüber Gogol, mitteilen; [Gogol hat] mit schöpferischer Kraft so feinsinnig die Konturen der Bühnenhandlung angedeutet, dass nur noch die Farben aufgetragen werden müssen.“

Formal handelt es sich um eine Nummernoper, wenn auch die einzelnen Szenen ohne Pause aufeinander folgen.
Das Vorspiel schildert atmosphärisch mit ruhigen Melodien einen heißen russischen Tag. Es folgt ein scherzhafter Abschnitt, der direkt in den ersten Chorsatz mündet.
Die Gesangspartien bestehen zu einem großen Teil aus einem „rezitativischen Parlando“ oder „melodischem Rezitativ“, in dem die Melodie und die Deklamation eng verbunden sind. Die Musik ist außerdem von wiederkehrenden leitmotivartigen Motiven geprägt, durch die eine dramaturgische Einheit des Werks entsteht. Da das Werk unvollendet blieb, ist allerdings nicht sicher, ob Mussorgski dieses Verfahren tatsächlich konsequent anwenden wollte. Diese Motive sind jeweils einzelnen Personen zugeordnet, charakterisieren diese und werden auch als komisches Element eingesetzt. Dem roten Kittel ist ein wichtiges Motiv zugewiesen, das durch eine fallende kleine None auffällt und mit übermäßigen Dreiklängen der Ganztonleiter harmonisiert ist.
Eine weitere Besonderheit der Oper sind die vielen darin zitierten ukrainischen Volkslieder. Sie erscheinen in originaler Gestalt in den Chorszenen des Volks, aber auch in Dialogen und den Ariosi. Beispielsweise sind in die Szene Chiwrjas im zweiten Akt, in der sie auf ihren Geliebten wartet, gleich drei Volkslieder enthalten. Die ersten beiden fügen sich nahtlos in den Monolog ein, doch das dritte erhält die Funktion einer Arie. Die anfängliche Ablehnung Tscherewiks gegen die Heiratsabsichten Grizkos trägt dieser mit einem Zitat eines Volkslieds vor. Als Tscherewik und der Gevatter betrunken das Gasthaus verlassen, enthalten ihre Lieder Motive dreier Volkslieder. Das Gleiche gilt für den Streit Chiwrjas mit Tscherewik zu Beginn des zweiten Akts.
Ausgelassener Rundgesang des Chores:
Liebesszene nach einem lyrischen kleinrussischen Volkslied:

## Werkgeschichte

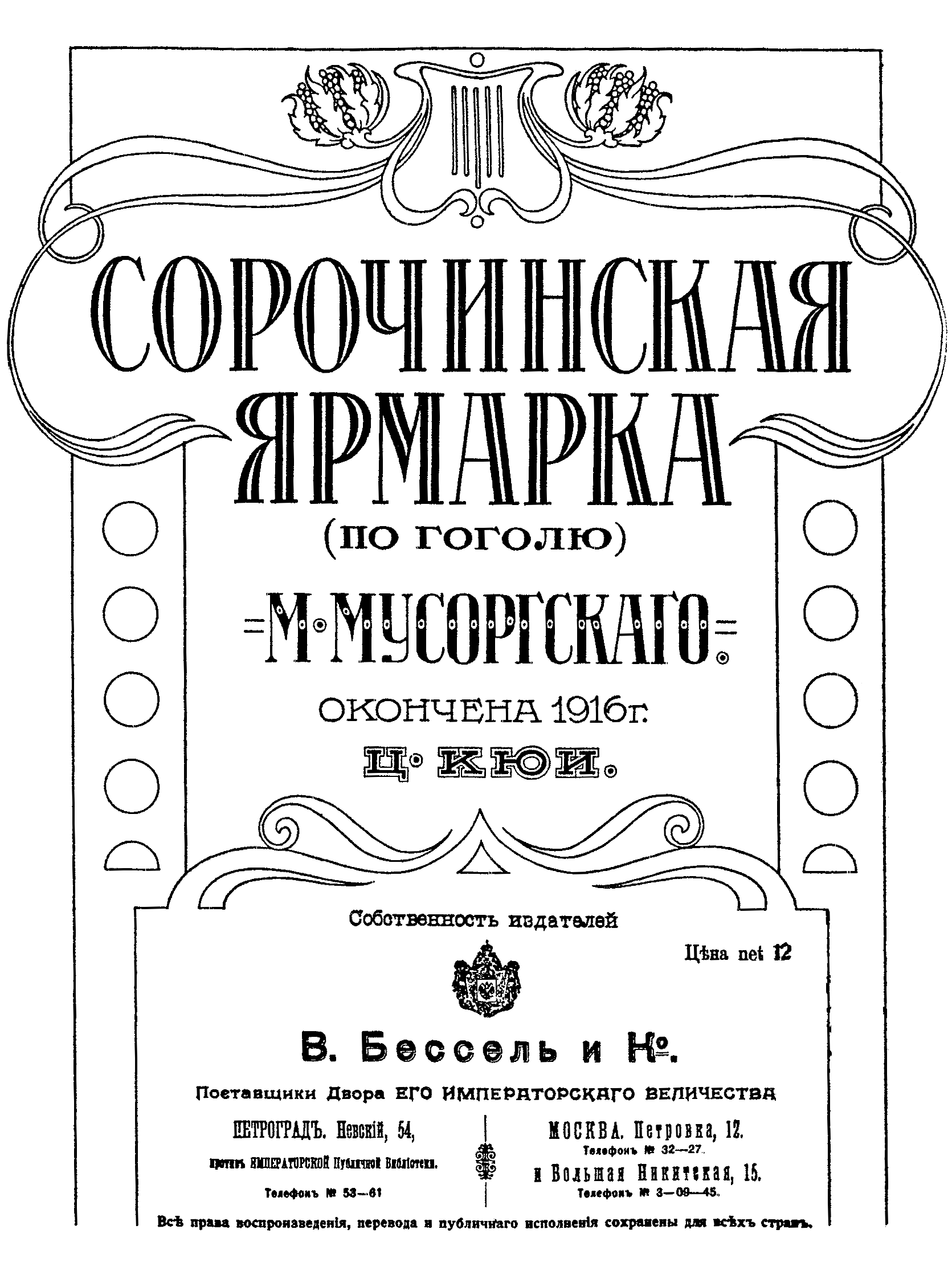
Titelblatt des Klavierauszugs der Fassung von César Cui, Petrograd 1916

Mussorgski begann die Komposition seiner Gogol-Oper im Jahr 1874, wie er am 4. August der Sängerin Ljubow Karmalina mitteilte. Er sah diese komische Oper als Gegenpol zu seinen beiden „Volksdramen“, 1874 fertiggestellten Boris Godunow und der 1872 begonnenen Chowanschtschina, da er fürchtete, dass ihn diese beiden „Riesengewichte […] erdrücken“ könnten. Nikolai Rimski-Korsakow berichtete, dass Mussorgski bei der Arbeit sehr planlos vorging. Er habe bereits einzelne Abschnitte komponiert, bevor überhaupt das Szenarium oder das Libretto des ersten und dritten Aktes fertiggestellt waren. Bei der Behandlung der ukrainischen Ausdrücke wurde Mussorgski vom Bassisten Ossip Petrow unterstützt, für den er die Rolle des Tscherewik konzipierte. Petrow starb jedoch bereits am 12. März 1878. Aufgrund von Zweifeln und Krisen unterbrach Mussorgski die Arbeit mehrfach. 1879 ergänzte er einige Volkslieder, die er auf einer Konzertreise durch die Ukraine mit der Sängerin Darja Leonowa gesammelt hatte. Während dieser Reise führten sie auch einige Fragmente der Oper auf, die so guten Anklang fanden, dass Mussorgski in seiner Arbeit bekräftigt wurde.:304
Bei seinem Tod 1881 war das Werk unvollendet. Im Nachlass fanden sich außer den Liedern ein Szenenplan (s. o.), der Entwurf der Traumszene und das fertig instrumentierte Vorspiel. Als Klavierauszug lagen die Jahrmarktszene, die Szene, in der Tscherewik und der Gevatter betrunken die Schenke verlassen, die erste Hälfte des zweiten Akts, Grizkos Traum, Parasjas Lied aus dem dritten Akt mit einigen Angaben zur Instrumentation und der „Hopak lustiger Burschen“ mit Ausnahme der Chorstimmen vor.
Das Libretto schrieb Mussorgski selbst. Es basiert auf der Erzählung Der Sorotschinsker Jahrmarkt aus dem ersten Teil von Nikolai Gogols Sammlung Abende auf dem Weiler bei Dikanka.
Für die Jahrmarktszene verwendete Mussorgski Material der zusammen mit César Cui, Rimski-Korsakow und Alexander Borodin geplanten, aber nicht vollendeten Balletoper Mlada von 1872. Das Traum-Intermezzo mit der Tschernobog-Szene basiert auf seiner Orchesterfantasie Johannesnacht auf dem kahlen Berg (1867), die bereits in eine ähnliche Szene in Mlada eingeflossen war und später in Rimski-Korsakows Orchesterfassung Eine Nacht auf dem kahlen Berge größere Bekanntheit erlangte. Der Text dieser Szene stammt aus einer russischen Sagensammlung von 1841.
Nach Mussorgskis Tod bemühten sich mehrere Komponisten, die Oper zu komplettieren. Zunächst beauftragte Rimski-Korsakow als Nachlassverwalter den Komponisten Anatoli Ljadow und den Librettisten Arseni Golenischtschew-Kutusow mit dieser Aufgabe. Ljadow instrumentierte jedoch nur wenige Nummern.
Parallel dazu erstellte auch Wjatscheslaw Karatygin eine Instrumentation einiger Musiknummern, die am 16. Märzjul. / 29. März 1911greg., in Gedenken an den 30. Todestag des Komponisten am Vortag, konzertant in Sankt Petersburg gespielt wurden.
Am 17. Dezemberjul. / 30. Dezember 1911greg. gab es eine erste szenische Aufführung des Werks mit Klavierbegleitung im Sankt Petersburger Komödientheater.
Am 8. Oktoberjul. / 21. Oktober 1913greg. wurden die bereits instrumentiert vorliegenden Teile von Juri Sachnowski zusammengefasst und am Freien Theater Moskau aufgeführt. Die noch unfertigen Szenen wurden durch gesprochene Dialoge von Konstantin Mardschanow ersetzt.
Die erste Komplettierung stammt von César Cui, der dazu ungefähr ein Drittel der Musik neu komponierte. Sie wurde am 13. Oktoberjul. / 26. Oktober 1917greg. im Theater des musikalischen Dramas in Sankt Petersburg (nun Petrograd genannt) uraufgeführt, aber aufgrund der Oktoberrevolution kaum beachtet. Dirigent war Grzegorz Fitelberg.

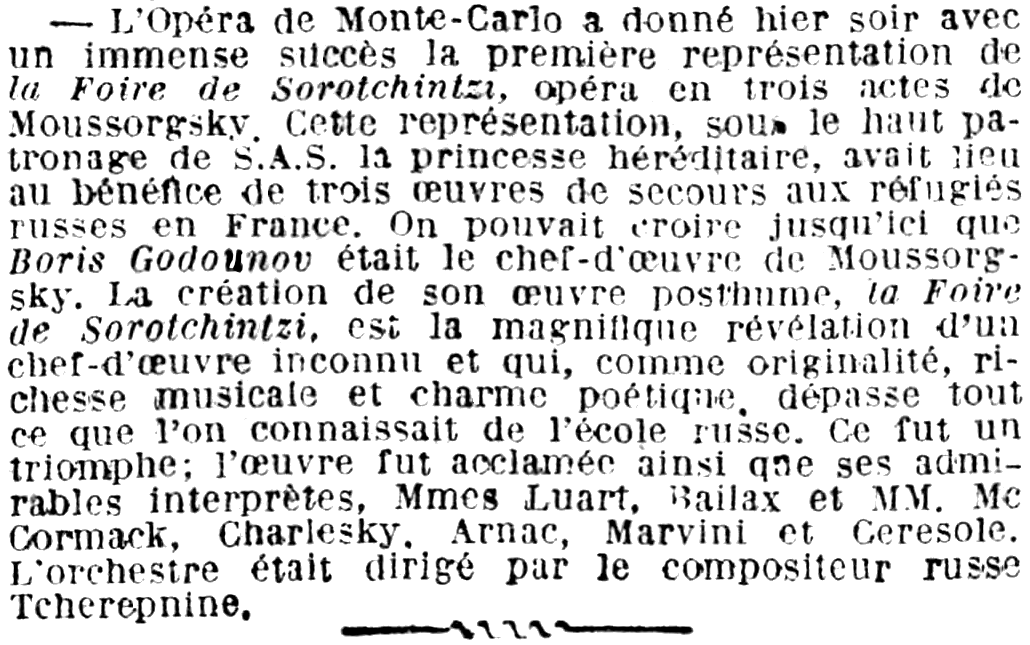
Zeitungsbericht über die erfolgreiche Premiere in Monte-Carlo. Le Journal vom 18. März 1923.

Eine französischsprachige Bearbeitung von Nikolai Tscherepnin unter dem Titel La foire de Sorotchintzi (Übersetzung: Louis Laloy) wurde erstmals am 17. März 1923 unter Tscherepnins Leitung in der Opéra de Monte-Carlo gespielt. Die Hauptrollen sangen Louis Arnal (Tscherewik), Germaine Bailac (Chiwrja), Emma Luart (Parasja) und John McCormack (Grizko). Diese Fassung ist in zwei Akte unterteilt. Die eigentlich für den dritten Akt konzipierte Dumka Parasjas baute Tscherepnin in das Finale des ersten Akts ein. In dieser Szene bestätigen sich Grizko und Parasja voller Zuversicht ihre Liebe.:304 Tscherepnin konzipierte das Werk als Pasticcio, indem er andere Kompositionen Mussorgskis integrierte. Das Liebesduett beispielsweise entnahm er dem Opernfragment Salammbô. Der ursprünglich als Abschluss des ersten Akts gedachte Hopak findet sich nun am Ende der Oper. Weitere Produktionen dieser Fassung gab es 1924 in Barcelona (russisch), 1925 in Moskau (Bolschoi-Theater; Bearbeitung von Sachnowski), Brüssel (französisch oder russisch), Zagreb (kroatisch) und Breslau (deutsch von Heinrich Möller), 1927 in Berlin (Städtische Oper; Regie: Issay Dobrowen, Dirigent: Fritz Zweig), 1928 in Reichenberg (deutsch), 1929 in Buenos Aires (russisch), 1930 an der MET in New York (italienisch) und im Wiener Konzerthaus (konzertant, Dirigent: Gottfried Kassowitz), 1932 in Riga (lettisch), 1934 in London (russisch), 1936 in Sofia (bulgarisch), 1940 in Triest (italienisch) und 1948 in Berlin (Komische Oper). Auch die 1935 an der Wiener Staatsoper mit Ravels L’heure espagnole kombinierte Bearbeitung von Lothar Wallerstein basierte auf der Fassung Tscherepnins, in einer Übersetzung von Georg Maliniak.
Die dritte und heute üblicherweise gespielte Bearbeitung stammt von Wissarion Schebalin und Pawel Lamm. Sie orientiert sich bei der Anordnung der Szenen am erhaltenen Szenarium Mussorgskis. Schebalins Urfassung wurde erstmals am 21. Dezember 1931 im Maly-Theater in Sankt Petersburg (nun Leningrad genannt) gegeben und von Lamm 1932 für das Moskauer Stanislawski- und Nemirowitsch-Dantschenko-Musiktheater überarbeitet. Die von Mussorgski ursprünglich als Intermezzo zwischen den ersten beiden Akten vorgesehene Traumszene findet sich nun im dritten Akt. Die Autoren nutzen sämtliches erhaltene Material Mussorgskis und ergänzten lediglich 58 Takte im ersten, 158 im zweiten und 473 Takte im dritten Akt. Aufführungen dieser Fassung gab es beispielsweise 1938 in Stockholm (schwedisch von Eugénie Söderberg), 1952 in Moskau, 1959 in Rom (Regie: Tatiana Pavlova, Dirigent: Peter Hermann Adler), 1977 in Passau und Luzern (Karel Némec, Norbert Strolz), 1981 an der Mailänder Scala (Dirigent: Riccardo Chailly, Wiederaufnahme 1991) sowie 1983 in Coburg (Michael Leinert, Paul Theissen) und München (Staatstheater am Gärtnerplatz; Hellmuth Matiasek, Peter Falk; Übersetzung von Manfred Schandert).
Sergei Rachmaninow bearbeitete den Hopak für Klavier solo (1923) und für Violine und Klavier (1926).
In jüngerer Zeit gab es Neuinszenierungen an der Oper Bonn (Premiere: 29. April 2007, Regie: Tony Palmer, Dirigent: Roman Kofman) sowie an der Komischen Oper Berlin (Premiere: 2. April 2017, Regie: Barrie Kosky, Dirigent: Henrik Nánási).

## Aufnahmen
- 1957 (?) – Samo Hubard (Dirigent), Orchester und Chor der Slowenischen Nationaloper Ljubljana.
 Latko Koroshetz (Tscherewik), Bogdana Stritar (Chiwrja), Vilma Bukowetz (Parasja), Friderik Lupsha (Gevatter), Miro Branjnik (Grizko), Slavko Schtrukel (Afanassi Iwanowitsch), Andrej Andreev (Zigeuner), Samo Smerkolj (Tschernobog).
 Studio-Aufnahme;
 Fassung von Nikolai Tscherepnin.
 Philips (2 LPs).[17]:11883
- 1975 – Juri Aronowitsch (Dirigent), USSR State Radio Symphony Orchestra, USSR State Radio Chorus.
 Gennady Troitzkij (Tscherewik), Antonina Kleshchova (Chiwrja), Ludmila Belobragina (Parasja), Boris Dobrin (Gevatter), Alexei Usmanov (Grizko), Jurij Jelnikow (Afanassi Iwanowitsch), Alexander Poljakov (Zigeuner), Sergei Strukatschow (Tschernobog).
 Studio-Aufnahme;
 Fassung von Wissarion Schebalin.
 Eurodisc CD: GD 69126, eurodisc LP: 88 234 XHR (3 LPs).[17]:11884
- 1983 – V. Esipov (Dirigent), Orchester und Chor des Stanislawski- und Nemirowitsch-Dantschenko-Musiktheaters Moskau.
 Vladimir Matorin (Tscherewik), L. Zhakharenko (Chiwrja), Lidiya Chernikh (Parasja), Oleg Klenov (Gevatter), A. Mishchevsky (Grizko), Viatcheslav Voinarovski (Afanassi Iwanowitsch), V. Temirschev (Zigeuner).
 Studio-Aufnahme.
 Melodiya CD: MCD 114A+B.[17]:11885
- 12. November 2002 – Valery Poljansky (Dirigent), USSR State Academic Symphony Orchestra, Moscow Chamber Chorus.
 Mikhail Guzhov (Tscherewik), Ludmila Kuznetsova (Chiwrja), Elvira Hohlova (Parasja), Sergej Drobishevsky (Grizko), Oleg Dolgov (Afanassi Iwanowitsch), Alexander Zilinko (Zigeuner), Vladimir Kudriaschov (Tschernobog).
 Live, konzertant aus dem Moskauer Konservatorium;
 Fassung von Nikolai Fassung.[17]:11886
- 2017 – Henrik Nánási (Dirigent), Barrie Kosky (Inszenierung), Katrin Lea Tag (Bühne und Kostüme), Diego Leetz (Licht), David Cavelius (Chorleitung), Ulrich Lenz (Dramaturgie), Orchester und Chor der Komischen Oper Berlin, Vocalconsort Berlin.
 Jens Larsen (Tscherewik), Agnes Zwierko (Chiwrja), Mirka Wagner (Parasja), Tom Erik Lie (Gevatter), Alexander Lewis (Grizko), Ivan Turšić (Afanassi Iwanowitsch), Hans Gröning (Zigeuner), Carsten Sabrowski (Tschernobog).
 Video, live aus der Komischen Oper Berlin; 
Fassung von Wissarion Schebalin.
 Videostream auf The Opera Platform.[18]
- September 2022 – Fabrice Bollon (Dirigent), Instrumentalensemble, Cantus Iuvenum Karlsruhe.
 Tair Tazhigulov (Tscherewik), Greta Bagiyan (Chiwrja), Carina Schmieger (Parasja), Hans Gröning (Kum), Petar Naydenov (Gevatter), Nutthaporn Thammathi (Grizko), Junbum Lee (Afanassi Iwanowitsch), Jin Sok Lee (Zigeuner und Tschernobog).
 Studio-Aufnahme; Fassung von Fabrice Bollon für 11 Instrumente.
 Radioproduktion von SWR2.[19][20]